# Серапины
Серапины — дворянский род.
Фёдор Серапин на службу вступил в 1808 году; 20 апреля 1832 г. произведён в коллежские советники, а 16 июля 1837 года пожалован ему с потомством диплом на дворянское достоинство.

## Описание герба
Щит пересечён-полурассечён. Первая часть разделена опрокинутым остриём, в первом, золотом поле, два чёрных противопоставленных орлиных крыла, во втором и третьем, червлёных полях, серебряная о шести лучах звезда. Во второй, лазоревой части, серебряный опрокинутый, обращённый влево ключ. В третьей, зелёной части, серебряный журавль, держащий золотой камень.
Щит увенчан дворянскими шлемом и короною. Нашлемник: три серебряных страусовых пера. Намёт: справа — чёрный с золотом, слева — червлёный с серебром. Герб Серапина внесён в Часть 11 Общего гербовника дворянских родов Всероссийской империи, стр. 118.